# 落陽 (ORANGE RANGEの曲)
「落陽」（らくよう）は、日本のミクスチャーロックバンド・ORANGE RANGEの4枚目のシングル。

## 概要
3週間後に発売するアルバム『1st CONTACT』からの先行シングルである。先行シングルということもあり、売上は前2作より落とし、約5万枚に留まる。
初回限定盤にはビデオクリップショートバージョン、オフショットなどが収録されたDVDが付いている。
レーベルゲートCD2仕様。のちにレーベルゲートCDでないものが再発された。

## 収録曲
| 全作詞・作曲・編曲: ORANGE RANGE。 |                                 |              |              |      |
| #                                  | タイトル                        | 作詞         | 作曲・編曲   | 時間 |
| 1.                                 | 「落陽」                        | ORANGE RANGE | ORANGE RANGE | 4:26 |
| 2.                                 | 「パーリィナイッ」              | ORANGE RANGE | ORANGE RANGE | 3:52 |
| 3.                                 | 「落陽〜ryukyu acoustic mix〜」 | ORANGE RANGE | ORANGE RANGE | 4:06 |
| 合計時間:                          | 合計時間:                       | 12:24        |              |      |

### 楽曲解説
1. 落陽
琉球音楽を取り入れたミディアム・バラード。PVやライブで三線を弾いているのはYAMATOだが、CDではNAOTOが演奏している。最後のRYOのラップは何度も録り直しされた。
『1st CONTACT』にはロングバージョンが収録されているが、先に作られたのはロングバージョンであり、それを縮めてシングルとして発売した。
ファンからのリクエストを元に展開されたFCイベント「ADI JAM 007」ではリクエスト1位に選ばれた。
2. パーリィナイッ
メンバーの中でのファンクブームが反映されたパーティーソング。
『1st CONTACT』にも収録されている。
3. 落陽 〜ryukyu acoustic mix〜
1曲目のアンプラグドバージョンで、琉球のイメージがより強くなっている。

## 関連情報

### 収録アルバム
- 落陽
  - 1st CONTACT（ロングバージョン）
  - RANGE（ロングバージョン）
  - ALL the SINGLES
- パーリィナイッ
  - 1st CONTACT

### タイアップ
- 第一興商「メロDAM」CMソング (M-1)